# Daredevil (televizijska serija)
Marvel's Daredevil poznata kao Daredevil je američka televizijska serija koju je stvorio Drewa Goddard i temelji se na istoimenom liku Marvel Comicsa
Serija je smještena u Marvel Cinematic Universeu (MCU) i prva je u nizu serija koje vode do crossovera sa serijom The Defenders. Seriju je producirao Marvel Television u suradnji s ABC Studios i Goddard Textiles te s DeKnight Productions za prvu sezonu. Steven S. DeKnight izvršni je producent prve sezone, a drugu sezonu zamjenjuju ga Doug Petrie i Marco Ramirez; Goddard služi kao kreativni savjetnik.
Charlie Cox glumi glavnog junaka Matta Murdocka, slijepog odvjetnika koji se noću bori protiv kriminala kao Daredevil. Glavna glumačka postava također uključuje Deborah Ann Woll, Elden Henson, Rosaria Dawsona, Toby Leonarda Moorea, Vondie Curtis-Halla, Boba Guntona, Ayeleta Zurera i Vincenta D'Onofria u prvoj sezoni te Jon Bernthal, Élodie Yung i Stephen Rider u drugoj. Serija je snimana u New Yorku.
Od 28. veljače 2022. serija više nije dostupna na Netflixu. Od 16. ožujka 2022. serija je postala dostupna u američkom katalogu Disney+, dok je u Hrvatskoj postala dostupna od 29. lipnja 2022.
Od 2021. godine Cox i D'Onofrio ponavljaju svoje uloge u proizvodima Marvel Cinematic Universe Marvel Studios, uključujući Daredevil: Born Again, seriju od osamnaest epizoda koja izlazi na Disney+-u u proljeće 2024., najavljenu na San Diego Comic-Con International 2022.

## Radnja

### Sezona 1
Matt se suočava s moćnim gospodarom kriminala Wilsonom Fiskom, zvanim Kingpin, koji se bavi svojim preuređenjem susjedstva u dosluhu s raznim članovima gradskog podzemlja.

### Sezona 2
Matt pokušavati upravljati svojim dvostrukim životom odvjetnika i superheroja; njegov put vodi ga do križanja s hladnim, nasilnim i nemilosrdnim osvetnikom Frankom Castleom, zvanim The Punisher, i njegovom starom ljubavi Elektrom s kojom se suočava s drevnom i moćnom ninja sektom, Hand.

### Sezona 3
Daredevil će se ponovno morati suočiti s Wilsonom Fiskom, koji se pokušava popeti natrag na postolje i obnoviti svoje kriminalno kraljevstvo, uz pomoć Benjamina "Dexa" Poindextera, dvoličnog FBI agenta s izvanrednim ciljem, koji će se pokazati opasnim psihopatom.

## Predgled serije
Prva sezona Daredevila objavljena je 10. travnja 2015. Marvel i Netflix obnovili su seriju za drugu sezonu koja je objavljena 18. ožujka 2016. U srpnju 2016. serija je obnovljena za treću sezonu, koja je objavljena 19. listopada 2018.
Od 28. veljače 2022. serija više nije dostupna na Netflixu. Od 16. ožujka 2022. serija je postala dostupna u američkom katalogu Disney+, dok je u Hrvatskoj postala dostupna od 29. lipnja 2022.
| Sezona | Sezona | Epizode | Prva objava         | Prva objava         |
| ------ | ------ | ------- | ------------------- | ------------------- |
|        | 1.     | 13      | 10. travnja 2015.   | 10. travnja 2015.   |
|        | 2.     | 13      | 18. ožujka 2016.    | 18. ožujka 2016.    |
|        | 3.     | 13      | 19. listopada 2018. | 19. listopada 2018. |

## Glumačka postava
- Charlie Cox kao Matt Murdock / Daredevil
- Deborah Ann Woll kao Karen Page
- Elden Henson kao Franklin "Foggy" Nelson
- Toby Leonard Moore kao James Wesley
- Vondie Curtis-Hall kao Ben Urich
- Bob Gunton kao Leland Owlsley
- Ayelet Zurer kao Vanessa Marianna-Fisk
- Rosario Dawson kao Claire Temple
- Vincent D'Onofrio kao Wilson Fisk / Kingpin
- Jon Bernthal kao Frank Castle / Punisher
- Élodie Yung kao Elektra Natchios
- Stephen Rider kao Blake Tower
- Joanne Whalley kao Maggie Grace
- Jay Ali kao Rahul "Ray" Nadeem
- Wilson Bethel kao Benjamin "Dex" Poindexter

## Vanjske poveznice
- Službena stranica marvel.com
- Daredevil u internetskoj bazi filmova IMDb-a